# Arhopala newara
Arhopala newara är en fjärilsart som beskrevs av Moore 1884. Arhopala newara ingår i släktet Arhopala och familjen juvelvingar. Inga underarter finns listade i Catalogue of Life.